# Мексиканська кухня

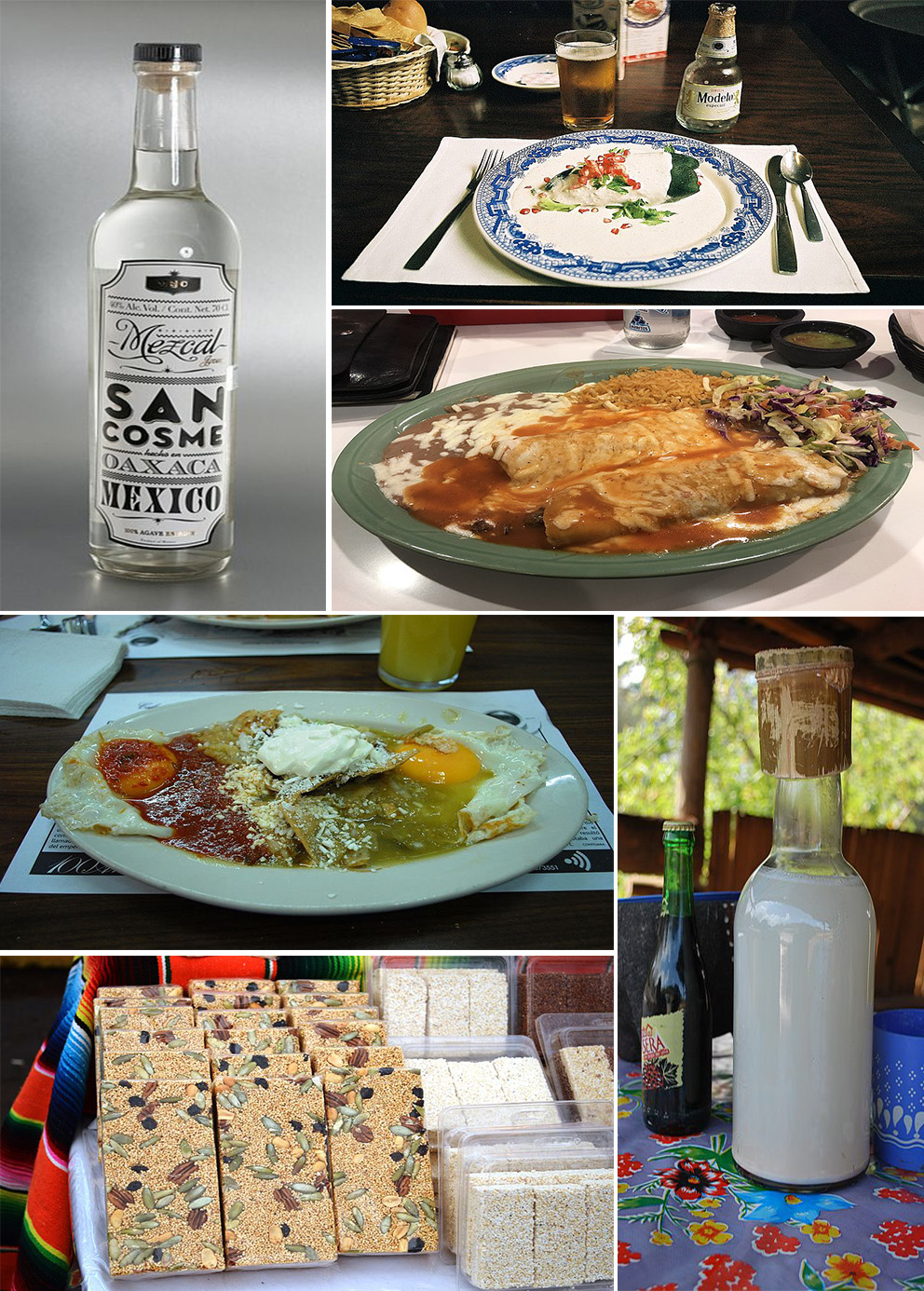
Мексиканська кухня.

Мексиканська кухня (ісп. Gastronomía de México) — досить своєрідна. Історія сучасної мексиканської кухні нараховує більш ніж тридцять сторіч і зберігає чимало рецептів смачних страв. Ця кулінарна традиція сягає корінням навіть глибше старовинних цивілізацій ацтеків та мая. У її основі лежить доступний цим народам багатий вибір продуктів: кукурудза (маїс), авокадо, свіжі та сушені боби, солодка та звичайна картопля, помідори, стручковий перець чилі, гарбуз, качине та індиче м'ясо, шоколад, а також безліч видів риб, що живуть у прибережних водах Мексики. 
Іспанські конкістадори, освоюючи Новий Світ, стали привозити зі Старого Світа велику рогату худобу, курей, свиней, рис, пшеницю, корицю, гвоздику, чорний перець, апельсини, персики й абрикоси. Згодом мексиканська кухня усе більше збагачувалася завезеними з інших країн продуктами. З Китаю завезли рис, до якого дуже швидко звикли, перетворивши його у важливу складову частину мексиканської кулінарії й тепер більшість з мексиканських страв подаються до столу з гарніром із рису. Французи відкрили свої ресторани, у яких подавали страви з сиром, винами, лікерами, вишуканими десертами й кондитерськими виробами. Німці розбили перші кавові плантації познайомили мексиканців з німецьким пивом, відмінним від місцевого, і новими способами приготування свинини. З англійцями в Мексику прийшла звичка до чаювання й спосіб готування яловичого м'яса на грилі. Мексиканське населення сприйняло ці "нововведення", що не змінили радикально їхні кулінарні традиції, а навпроти, у новій інтерпретації їх лише усталили й розвили.
Основа багатьох мексиканських страв — кукурудза. Найдавніші знахідки, які свідчать про переробку в Мексиці кукурудзи, відносяться до 3400-2300 р. до н.е. Індіанці використовували в їжу не тільки кукурудзяні зерна, але й інші частини рослини: пилок (з нього готували суп) і волоті. Давні перуанці, на відміну від мексиканців, не робили з неї борошно і не пекли коржі, а варили й смажили цілі зерна і їли в такому вигляді.

## М'ясо і риба

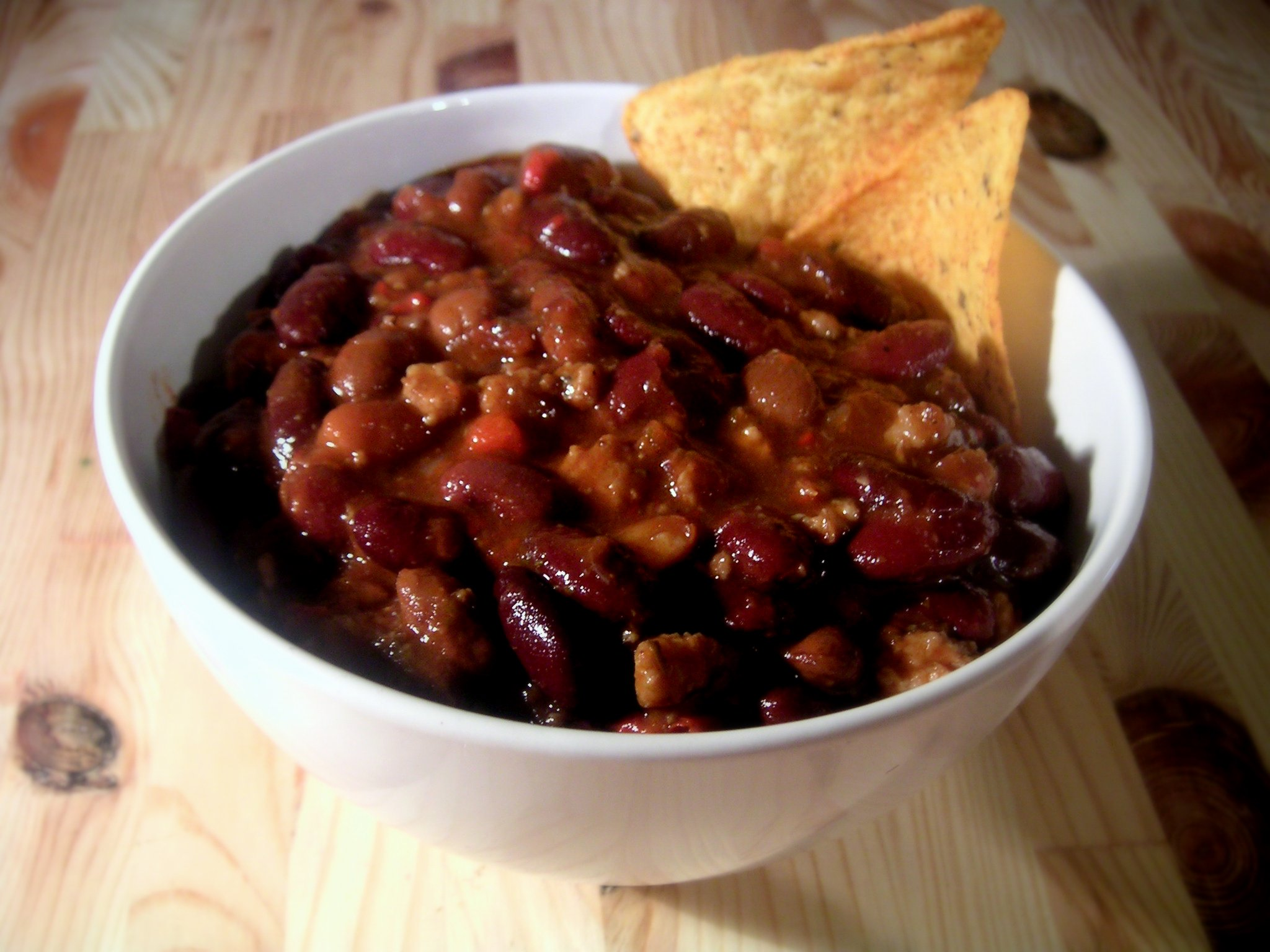
Чилі кон карне

Мексиканські м'ясні страви дуже різноманітні. Хоча на тутешній території жило багато різних видів птахів, у господарстві і на кухні індик був єдиною гастрономічною дичиною. Зате практикувалося відгодовування на їжу безшерстих собак, що харчувалися тільки овочами і фруктами. Одна із знаменитих сучасних м'ясних страв — це свинина, нарізана шматочками, тушкована в особливому соусі, основу якого складають апельсиновий сік і різноманітні приправи. У підсумку виходить страва жовтогарячого кольору з вишуканим ароматом. У соусі може бути приготовлена не тільки свинина, але і яловичина, і курка. До величезного шматка м'яса обов'язково буде додаватися велика кількість гарніру: смажена картопля чи смажений рис, пюре з квасолі, а також цвітна капуста і кілька шматочків смаженого банана.
Крім м'яса в мексиканському меню багато риби і морепродуктів: восьминогів, кальмарів, скампії. Їх подають у холодному і гарячому вигляді в різних коктейлях, салатах, асорті.

## Приправи

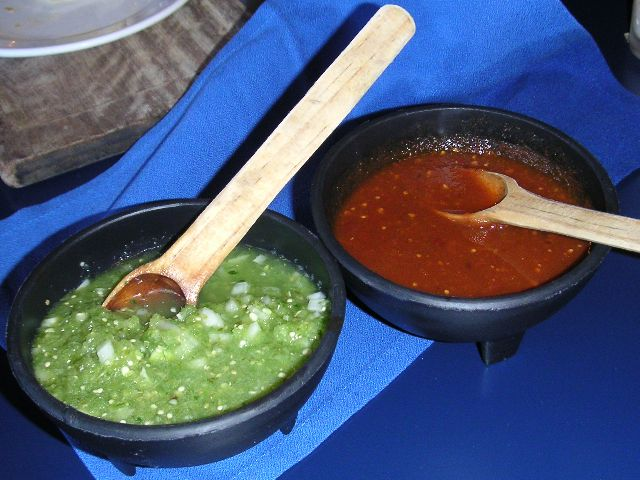
Два види сальси

Страви мексиканської кухні багаті на прянощі і соуси. Обов'язковою частиною мексиканської кухні є сальса. Так називають пекучо-гострі соуси, що обов'язково містять стручки перцю (галапенья) й помідори. Їх подають до вареної риби, м'яса, птиці, квасолі і яєць. Проте не всі мексиканські страви є гострими й сильно приправленими прянощами. Деякі з них, наприклад, овочевий суп, мають тонкий, помірний смак, що не заважає проявитися природному аромату високоякісних компонентів. Якщо прянощі й додаються, то з почуттям міри, так, щоб смак був м'який і гармонічний. Не всі страви містять чилі (гострий стручковий перець), і навіть ті з них, де він є, можуть бути приготовлені в гострому чи в більш м'якому варіанті.

## Напої
До напоїв мексиканці з приводу спекотного клімату відносяться дуже шанобливо, тому споживають у величезних кількостях соки — від свіжовичавлених апельсинового, мандаринового, ананасового до зовсім екзотичного — соку тамаринду, що, незважаючи на страхітливий чорний колір, вгамовує спрагу краще за будь-який інший напій. Посперечатися з тамариндом у цьому відношенні може, тільки хамайка — охолоджений відвар різних квітів. 
Спиртні напої п'ють з маленького посуду та дрібними ковточками. Пятидесятиграмову склянку текіли можна розтягти на цілий вечір.

## Традиції та сучасність
У найбагатшій мексиканській кухні існує страва, що користається особливою популярністю в місцевих жителів завдяки тому, що кольори його інгредієнтів відповідають кольорам прапора країни. Тисячі ресторанів включають у меню фарширований зелений перець чилі під білим соусом з волоського горіха, приправлений червоними зернами граната. Мексиканці вважають цю страву свого роду кулінарним символом незалежності країни. Вперше воно з'явилося в 1821 році, коли була офіційно проголошена незалежність Мексики від Іспанії і затверджений зелено-біло-червоний прапор країни. Ченці обителі Санта-Моніка в штаті Пуебла виявили неабияку кмітливість, за короткий час придумавши новий кулінарний рецепт. При цьому кожному кольору інгредієнтів страви було надано символічне значення: зелений — незалежність, білий — віра, а червоний — єдність. Страва відразу ж стала популярною, і тому в День незалежності святкові столи в багатьох мексиканських будинках прикрашають фаршировані перці під соусом.

## Типові страви

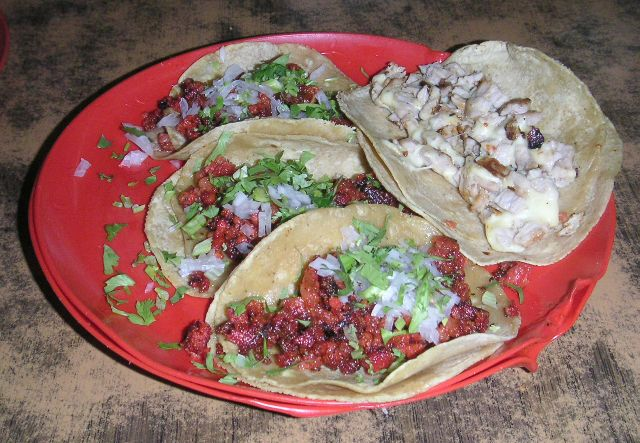
Тако

- Буріто (burrito) — пшенична паляничка, фарширована м'ясом-гриль з овочами або з іншою начинкою. Хоча вважається мексиканською стравою, поширена лише серед мексиканської діаспори за межами Мексики;
- Посоле (posole) — суп з підсмаженої кукурудзи, зі свининою, чилі та спеціями. Сервірують часточками лимона, цибулею, орегано, авокадо. До нього подають теплі тортильї;
- Тортилья (tortillas) — тонкі коржі, що смажаться на сковороді;
- Тапа (tapas) — млинці;
- Тако (taco) — кукурудзяна тортилья обгорнена навколо начинки з яловичини, свинини, бобів або молюсків;
- Торро (torró)— шматочки картоплі, запечені з червоною паприкою;
- Чилі (chili) — чилі порошок виготовляють в основному з червоного чилі, також містить багато інших спецій.
- Чилі кон карне (chili con carne, «чилі з м'ясом») — рагу гострого смаку з дрібних шматочків яловичини, квасолі, перцю й спецій;
- Фахітас (fajitas) — традиційна мексиканська страва, готується з добірного м'яса з овочами. Подається на гарячій сковороді;
- Тамале (tamale) — страва з кукурудзяного борошна, інколи з додаванням курячого м'яса, приготовлена на водяній парі з додаванням лайму. Дуже поширена та майже найдавніша відома страва Америки;
- Начос (nachos) — чипси;
- Сальса (salsa) — соус на томатній основі з додаванням чилі і спецій;
- Моле (mole) — загальна назва кількох соусів, поширених у штатах Пуебло і Охака;
- Гуакамоле (guacamole) — соус з авокадо, соку лимона, солі та спецій, відомий з доколумбівських часів;
- Орчата (horchata) — солодкий безалкогольний напій, виробляється з рису та нагадує кольором молоко;
- Какао та шоколад — традиційні мексиканські страви, відомі з доколумбівських часів;
- Пульке (pulque) — слабкий алкогольний напій з перебродившого соку агави;
- Текіла (tequila) — міцний алкогольний напій, що одержують шляхом перегонки соку агави.